# Jadran Kale
Jadran Kale (Nova Gradiška, 1965.) hrvatski je etnolog.

## Životopis
Rođen je u Novoj Gradiški. Srednju školu završio je u Šibeniku, a studij etnologije na Filozofskom fakultetu u Zagrebu.
Magistrirao je radom Sklopovi nepravo svođenih građevina (bunja) na istočnoj obali Jadrana, a doktorirao radom Narodne nošnje i kultura odijevanja u sjevernoj Dalmaciji. Od 1989. godine kustos je Etnografskog odjela Muzeja grada Šibenika, a od 2005. i nastavnik na Odjelu etnologije i kulturne antropologije Sveučilišta u Zadru.

## Djela
Knjige
- Sklopovi nepravo svođenih građevina (bunja) na istočnoj obali Jadrana (1995.), magistarski rad[1]
- Narodne nošnje i kultura odijevanja u sjevernoj Dalmaciji (2009.), doktorska disertacija[2]
- Čipka primoštenskog kraja (2020.) suautor[3][4]
- Rasprostiranje kulture : kako ljudi stvaraju prostor (2021.)[5][6]
- Odijevanje naroda : nastanak narodne nošnje (2021.)[7]

Članci (izbor)
- Mnogostruke osobitosti zviježđa Orion u hrvatskom folkloru, Narodna umjetnost 1/1996. (elektronička inačica)
- Nadnaravni karakter žene ocrtan otočnim predajama šibenskog kraja, Ethnologica Dalmatica 4-5/1996. (elektronička inačica)
- Kulturna industrija narodne nošnje, Etnološka istraživanja 15/2010. (elektronička inačica)
- Etnolog između točnog i ispravnog, Etnološka tribina 33/2010. (elektronička inačica)
- Etnologija sa zrnom soli, Etnološka istraživanja 17/2012. (elektronička inačica)
- Je li „nematerijalna kulturna baština“ nastala kao europski egzotizam?, Ethnologica Dalmatica 21/2014. (elektronička inačica)
- Sjevernodalmatinski nacrt etnologije rata, Ethnologica Dalmatica 23/2016.  (elektronička inačica)
- Kako dematerijalizirati kamen? Vodnjanski poučak, Histria 6/2016.  (elektronička inačica  Arhivirana inačica izvorne stranice od 3. siječnja 2022. (Wayback Machine))

Uredio je i više knjiga, zbornika i rječnika Muzeja grada Šibenika.

## Vanjske poveznice
Mrežna mjesta
- Jadran Kale, životopis i bibliografija na stranicama Sveučilišta u Zadru